# Aschenhausen
Aschenhausen é uma localidade e antigo município da Alemanha localizado no distrito de Schmalkalden-Meiningen, estado da Turíngia.
Pertence ao Verwaltungsgemeinschaft de Hohe Rhön. Desde 1 de janeiro de 2019, forma parte da cidade de Kaltennordheim.